# Rudolf Weyrich
Rudolf Weyrich (1894 – 1971) foi um matemático, físico e inventor alemão.

## Biografia
Weyrich estudou na Universidade de Rostock e na Universidade de Breslau, onde obteve um doutorado em 1922, orientado por Adolf Kneser. De 1923 a 1925 foi Privatdozent na Universidade de Marburgo. Em 1925 foi professor extraordinário da Deutsche Technische Hochschule Brünn, onde trabalhou até 1945, quando a Hochschule foi abolida como parte da expulsão dos alemães da Tchecoslováquia. De 1948 a 1950 Weyrich foi lecturer na Universidade Técnica de Braunschweig. Em 1950 foi indicado como professor ordinário da Universidade de Istambul, onde lecionou até aposentar-se em 1958, vivendo depois em Braunschweig.
Rudolf Weyrich ... serviu na Primeira Guerra Mundial, foi ferido em  Brzeziny, perdendo consequentemente a visão de seu olho esquerdo.
Foi palestrante convidado do Congresso Internacional de Matemáticos em Zurique (1932).

## Publicações selecionadas
- "Beiträge zur Theorie der Kurven konstanter geodätischer Krümmung auf krummen Flächen." Mathematische Zeitschrift 16, no. 1 (1923): 249–272. doi:10.1007/BF01175685
- "Zur Theorie der Ausbreitung elektromagnetischer Wellen längs der Erdoberfläche." Annalen der Physik 390, no. 5 (1928): 552–580. doi:10.1002/andp.19283900505
- "Über das Strahlungsfeld einer endlichen Antenne zwischen zwei vollkommen leitenden Ebenen." Annalen der Physik 394, no. 7 (1929): 794-804. doi:10.1002/andp.19293940703
- "Bemerkungen zu den Arbeiten „Zur Theorie der Ausbreitung elektromagnetischer Wellen längs der Erdoberfläche” ︁ und „Über das Strahlungsfeld einer endlichen Antenne zwischen zwei vollkommen leitenden Ebenen” ︁." Annalen der Physik 401, no. 5 (1931): 513–518. doi:10.1002/andp.19314010502
- "Über einige Randwertprobleme, insbesondere der Elektrodynamik." Journal für die reine und angewandte Mathematik 172 (1935): 133–150.
- Die Zylinderfunktionen und ihre Anwendungen. Leipzig: BG Teubner, 1937. v+137 pp.[6][7] (Ver também função de Bessel.)

## Patentes
- "Transmitter and receiver for electromagnetic waves." U.S. Patent 2,044,413, issued June 16, 1936.